# Луис Густаво Оливейра да Силва
Луис Густаво Оливейра да Силва (порт. Luiz Gustavo Oliveira da Silva более известный, как Луизао порт. Luizão; род. 8 марта 2002, Сан-Паулу) — бразильский футболист, защитник клуба «Вест Хэм Юнайтед».

## Клубная карьера
Луизао — воспитанник клуба «Сан-Паулу». 6 мая 2022 года в поединке Южноамериканского кубка против чилийского «Эвертона» игрок дебютировал за основной состав. 10 июля в матче против «Атлетико Минейро» он дебютировал в бразильской Серии A. 5 сентября в поединке против «Куябы» игрок забил свой первый гол за «Сан-Паулу».
В начале 2023 года Луизао перешёл в английский «Вест Хэм Юнайтед».